# 学校教練

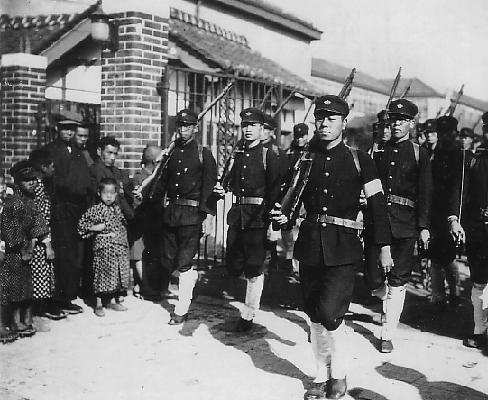
大阪高等商業学校（現・大阪市立大学）での学校教練。イ式小銃を所持。弾薬盒は携行せず、下肢にレギンス式の脚絆を巻いている。画面右端には指揮官役が持つ指揮刀（模造刀身のサーベル）が写っている。

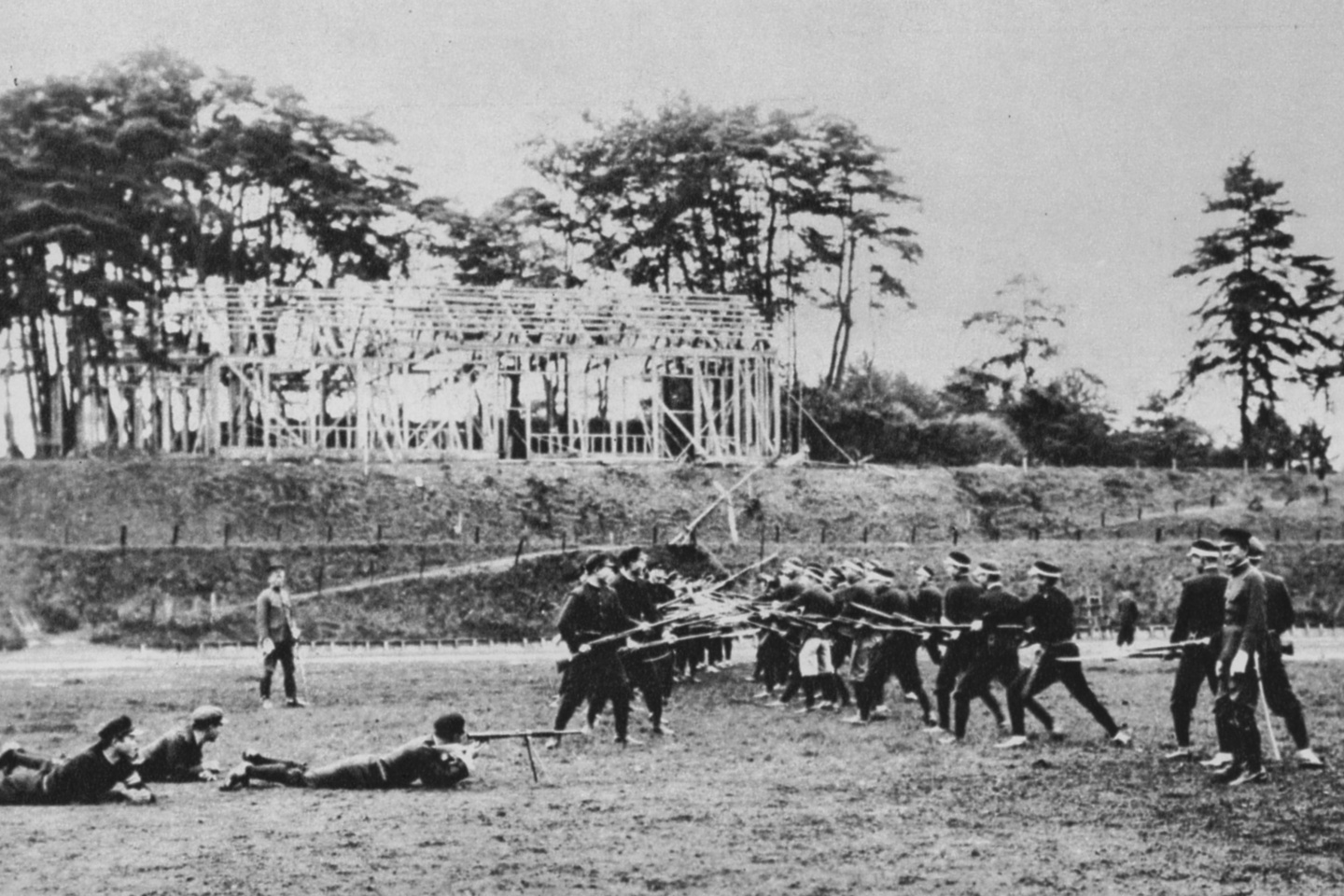
代々木練兵場での明大予科生の軍事教練、画面左下には模造機関銃も写っている（1940年頃）

学校教練（がっこうきょうれん）は、学校において行われる軍事教育のことを指す。軍事教練ともいう。
日本においては、1925年の導入から1945年の第2次世界大戦終戦まで実施された、中学校以上の学校・大学において、配属された現役将校が男子生徒に施した軍事教練のことを指す。諸外国にも同種の制度が存在し、アメリカでは、現在も大学で学生の希望者に対し、ROTC（Reserve Officers' Training Corps）という予備将校訓練が行われている。

## 日本の学校教練について
学校教練を履修した者は陸軍では幹部候補生（学校教練制度設立当初は一年現役兵）を命ぜられる資格、徴兵の猶予や徴兵時に兵役期間が1年短縮されるなどの特典が設けられた。
1886年頃、文部大臣森有礼の提唱によって学校に兵式体操が採用されたが、本来の精神とは乖離し、形式に流れ、神髄が失われかけていた。1914年に第一次世界大戦が勃発し、各国で国民教練の機運が高まり、日本においても国民の心身を発達させ、資質を向上させ、国力の根幹を養い、国運を隆盛し、その基礎を固くすることが必要であると叫ばれ、まずは学校における教練をより振作し、体育を促進し、徳育に裨益し、国防能力を増進することが図られ、現役将校を配属させることとなった。
1925年（大正14年）1月10日、文政審議会は総会を開催。特別委員会から軍事予備教育に関する諮詢を受け、付帯決議を附して全会一致で可決。陸軍現役将校学校配属令が発布され、同年5月または8月にかけて配属が行われた。
学校教練教材要目としては、各個教練、部隊教練、射撃、指揮法、陣中勤務、手旗信号、距離測量、測図学、軍事講話、戦史などで、教材の配当は学校の程度に応じて差異があった。
文部省では操縦士の早期育成として、1938年から男子中等学校での滑空部の設立と滑空訓練を推奨、指導のため教官が軍から派遣された。訓練で適性が認められた者は少年航空兵へ推薦された。1941年には太平洋戦争開始により大量育成のため正課として格上げされた。練習機として文部省式1型が使用された。

### 目的
本制度設立の目的としては、主に次の点が考えられる。
- 総力戦であった第一次世界大戦の経験に鑑みて、広く軍事的予備教育を施す必要が認識された。
- 宇垣軍縮により剰員となる相当数の陸軍現役将校の予備役編入（失業）を防止し、補職を確保する必要があった。

### 配属を受けた学校

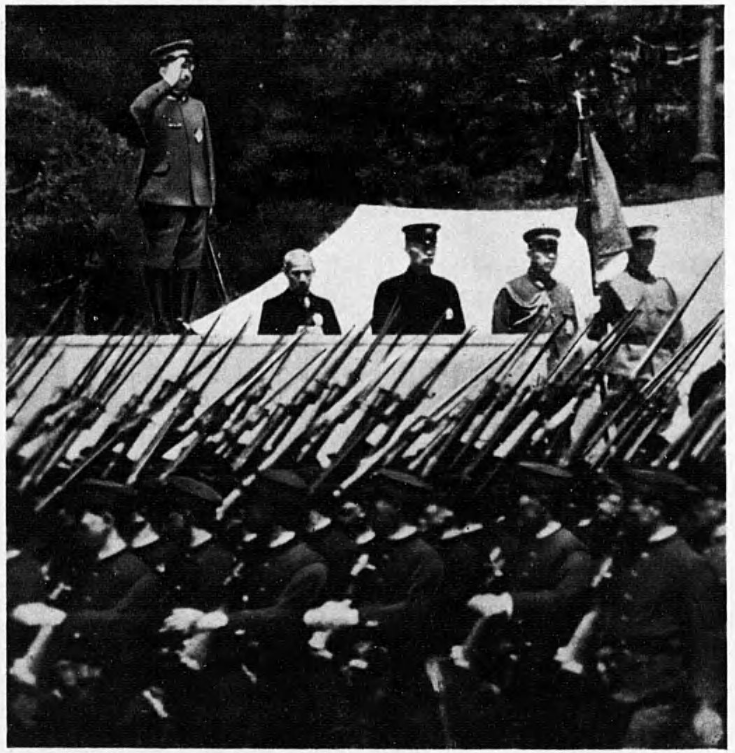
1939年（昭和14年）5月22日、陸軍現役将校学校配属令の施行15年を記念して、東京・宮城前広場で行われた青少年学徒親閲式。

1925年（大正14年）4月11日に、「陸軍現役将校学校配属令」（大正14年4月11日勅令第135号）が公布された。同令によって、一定の官立または公立の学校には、原則として義務的に陸軍現役将校が配属された。なお、配属将校は教練に関しては学校長の指揮監督を受けた。
- 師範学校（官立または公立のみ）
- 中学校（官立、公立または私立）
- 実業学校（官立、公立または私立）
- 高等学校（官立、公立または私立）
- 大学予科（官立、公立または私立）
- 専門学校（官立、公立または私立）
- 高等師範学校（官立または公立のみ）
- 臨時教員養成所（官立または公立のみ）
- 実業学校教員養成所（官立または公立のみ）
- 実業補習学校教員養成所（官立または公立のみ）
- 大学学部（官立、公立または私立）

私立学校については任意的であったが、多くの私学では兵役期間が短縮されるという特典を学生獲得する目的で利用していた。軍部でもこれを認識しており、上智大生靖国神社参拝拒否事件の際に、配属将校を引き揚げる（教練を廃止する）と通告したことで上智大学が対応に追われることとなった。

### 軍事教練反対運動

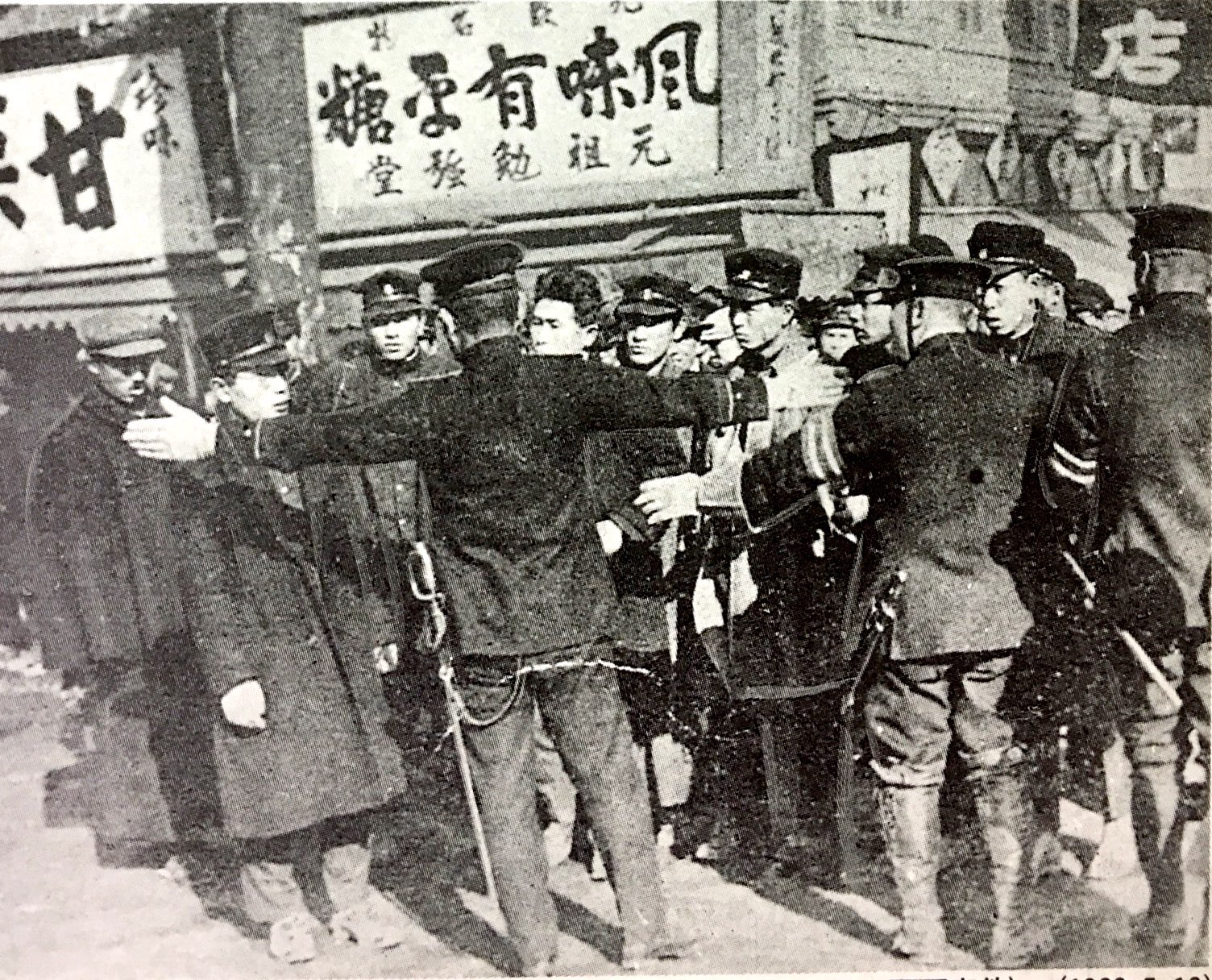
軍事教練に反対し警官とにらみ合う早大生（1923年）

大正期に起きた早稲田大学軍教事件や小樽高商軍教事件などに象徴される反軍学生運動のこと。1924年（大正13年）秋頃から中等学校以上の学生生徒に対して軍事教練を施すとの案が公布確実と報ぜられるや、これに反対する学生たちによって全国学生軍事教育反対同盟が結成された。
翌年1月「軍事教育反対デー」を組織、
同年1月24日、九段下の牛ヶ淵公園から芝公園にかけて約3000人でデモ行進を計画したが、当日の朝に警視庁は禁止命令を出した。学生側は明治大学校庭に約1000人が集まり、田部井健次（明治大学）、戸叶武（早稲田大学）による示威演説を受け、高揚した学生が牛ヶ淵公園に向かおうとしたところで警官隊と衝突。田部井、戸叶ら学生4人が麹町警察署に検束された。
同年9月、軍事教練が始まった青山学院ではキリスト教精神に反するものとして学生から反対の声が上がったほか、同年10月に発生した小樽高商軍事教練事件で表面化した軍事教練に対する抗議運動は東京にも波及。同年11月5日には早稲田大学で小樽高商軍教事件批判演説会が企画（総長の命令により直前に中止）された。また、立教大学では同年11月15日号の大学新聞にて、立教大学、東京帝国大学、早稲田大学の三大学新聞の名で軍事教練反対の共同宣言を掲載。大学当局が新聞の頒布を禁じ、新聞を全部押収する出来事もあった。相次ぐ学生らの反対運動を受け、同年11月27日、東京朝日新聞も当局のやり方のまずさ、不合理さを記事を通じて批判した。

### 教材
学校教練ではコストを抑えるため、陸軍で使われなくなった旧式やイ式小銃のように配備を見送った銃器が使用されたが、数が揃わず動作が安定しない物も含まれていたことから、軍で使われる練習銃も利用された。
- 狭窄射撃用小銃(教練銃) - 学校教練で用いられた有坂銃の模造銃
- 南部式教練軽機関銃 - 学校教練で用いられた、空砲専用の模造軽機関銃
- 文部省式1型 - 男子中等学校などでの滑空訓練で用いられた初級滑空機

## 関連文献
- 菊川忠雄 『学生社会運動史』 海口書店、1947年
- 夏堀正元 『小樽の反逆 小樽高商軍事教練事件』 岩波書店、1993年　ISBN 9784000002516